# Deux têtes valent mieux que pas du tout
Pour plus de détails, voir Fiche technique et Distribution.
Deux têtes valent mieux que pas du tout (Two Heads Are Better Than None) est un téléfilm américain de Michael Grossman, produit par Nickelodeon et diffusé en 2000.
Il s'agit d'une adaptation de la série télévisée Kenan et Kel.

## Synopsis
Kenan et sa famille décident de traverser le pays. Roger ne veut pas que Kel vienne avec eux, mais Kenan et Kyra ne l'écoute pas et mettent Kel à l'arrière de la voiture sans que Roger le sache mais plus tard il découvre ce dernier. La famille et Kel passent leur première nuit dans la forêt. Plus tard, ils rencontrent un étrange couple obsédé par le ketchup. Après ça, Roger raconte une histoire de fantôme, Kenan va aussitôt chercher du bois après avoir été effrayé. Dans les bois, il est attaqué par un être connu comme le chevalier sans tête. Le lendemain, Les Rockhmores et Kel s'arrêtent au bord d'une route et, rencontrent de nouveau ce couple bizarre. Avant de partir, Kenan est choqué de découvrir une exposition sur le chevalier sans tête qui coupe la tête des gens et découvre que le chevalier aurait été vu récemment dans une ville appelée Rockville. Après, leur voiture tombe en panne, Kenan et Kel partent alors à la recherche d'aide et découvrent un manoir. Le propriétaire du château, Arthur, propose à ces derniers de rester chez lui pour la nuit. Kenan et Kel vont alors découvrir le secret que cache ce manoir...

## Fiche technique
- Titre original : Two Heads Are Better Than None
- Titre français : Deux têtes valent mieux que pas du tout
- Réalisation : Michael Grossman
- Musique : Richard Tuttobene
- Photographie : Michael Negrin
- Dates de diffusion :  États-Unis : 15 juillet 2000

## Distribution
- Kenan Thompson (VF : Pascal Grull) : Kenan Rockhmore
- Kel Mitchell (VF : Hervé Rey) : Kel Kimble
- Ken Foree (VF : Thierry Mercier) : Roger Rockhmore
- Teal Marchande (VF : Sylvie Ferrari) : Sheryl Rockhmore
- Vanessa Baden (VF : Annabelle Roux) : Kyra Rockhmore
- Milton Berle (VF : Michel Lasorne) : Oncle Leo
- Time Winters (VF : Marc François) : Arthur
- Bonnie Hellman (VF : Marie-Martine) : Shelly Wilson
- Thomas Knickerbocker (VF : Patrice Dozier) : Sheldon 'Shelly' Wilson
- Michael Berryman : Chives
- Joel McCrary : Steve